# Socjologia historyczna
Socjologia historyczna – poddyscyplina socjologii na pograniczu socjologii i historii.

## Nurty
Anna Sosnowska wydziela trzy główne nurty socjologii historycznej:
- makrosocjologia historyczna - badania nad długimi procesami społecznymi, rozpoczętymi w przeszłości i mającymi konsekwencje we współczesności[1];
- szczegółowe badania nad przeszłymi korzeniami zjawisk współczesnych[1];
- mikrosocjologia historyczna - ograniczone czasowo i terytorialnie badania przeszłych zjawisk z odwołaniem do metod lub teorii socjologicznych[1].

## Historia
W 1982 r. Amerykańskie Towarzystwo Socjologiczne utworzyło Sekcję Socjologii Porównawczej i Historycznej. Od 2016 r. sekcja poświęcona socjologii historycznej istnieje w Międzynarodowym Stowarzyszeniu Socjologicznym. W 2021 r. powstała Sekcja Socjologii Historycznej Polskiego Towarzystwa Socjologicznego.